# Садик, Нариман

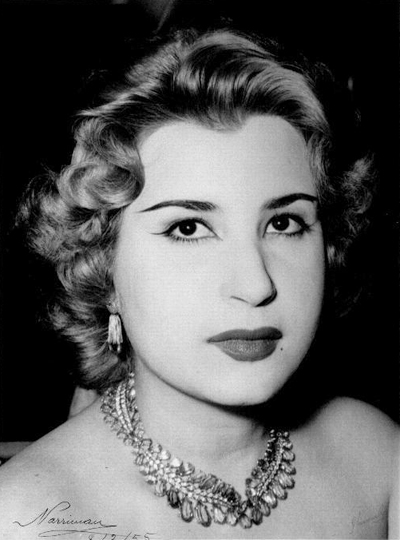
Нариман, королева-консорт Египта, во время своего посещения Швейцарии в 1955 году

Нариман Садек (31 октября 1933 — 16 февраля 2005) — последняя королева Египта, вторая жена короля Фарука I, мать наследного принца Ахмеда Фуада, формально правившего в младенчестве на протяжении лишь шести месяцев при регентстве комиссии во главе с принцем Мухаммадом Абделем Монеймом. Вышла замуж за Фарука I и стала королевой Египта 6 мая 1951 года. Происходила из семьи среднего класса: её отец был сотрудником министерства транспорта.
Король Фарук впервые увидел её в ювелирном магазине Ахмада Наджиба — неизвестно, была ли эта встреча случайной или подготовленной. После этой встречи она отменила свою помолвку с доктором Мохаммедом Заки Хашемом, служащим Государственного Совета, и стала королевой Египта, которой оставалась в течение 14 месяцев: с 6 мая 1951 года до отречения короля Фарука от престола в соответствии с волей народа, выраженной руководителями революции 26 июля 1952 года. Королевская семья, свергнутая с трона, была депортирована из порта Александрии на яхте «El Horria» 26 июля 1952 года в Италию.

## Развод с королём
6 октября 1952 года бывшая королева потребовала у свергнутого короля развода, но не получила его, однако развод всё же состоялся в феврале 1954 года, после того как она отказалась от опеки над своим сыном Ахмедом Фуадом. Спустя несколько месяцев после этого она, вернувшись с матерью в Египет, вышла замуж за врача Адхама аль-Накиба и родила своего второго сына, Акрама, но спустя три года после его рождения, в 1961 году, развелась с мужем, оставив сына. До конца жизни жила со своим третьим мужем, доктором Исмаилом Фахми, за которого вышла в 1967 году; её супруг был главным военным врачом бригады вооружённых сил Египта и профессором медицины. В марте 1967 года у Нариман начались проблемы со здоровьем: она впала в состояние комы после передозировки снотворных таблеток, а в следующем году перенесла операцию на мозге. Последние годы жизни провела в современном многоквартирном доме на улице Миргани в Гелиополисе, пригороде Каира.

## Смерть
Нариман умерла в среду, 16 февраля 2005 года, в больнице Дар аль-Фуад в Каире, после того как впала в кому после кровоизлияния в мозг, случившегося после проведённой операции.